# 숙용 심씨 묘표
숙용심씨묘표(淑容沈氏墓表)는 서울특별시 은평구 진관동, 진관사 입구에 있는 조선시대의 묘표이다. 2005년 12월 29일 서울특별시 기념물 제25호로 지정되었다.

## 개요
이 묘표(墓表)는 일본 금융계의 중진으로 수상(首相)･대장상(大藏相) 등을 역임하다가 1936년 암살된 다카하시 고레키요(高橋是淸)의 저택이 있던 자리에 조성된 다카하시 고레키요(高橋是淸) 기념공원 안(日本 東京都 港區 소재)에 있다가 2001년 후손들에 의해 국내로 반환된 석비(石碑)이다.
비 몸돌 전면에 '숙용심씨지묘(淑容沈氏之墓)'라고 쓰여 있는 것으로 보건대 성종 대왕의 후궁으로 성종과의 사이에서 2남(利城君과 寧山君) 2녀(慶順翁主･淑惠翁主)를 낳은 숙용(淑容)심씨(沈氏)의 묘 앞에 세워져 있던 묘표로 추정된다. 이 비가 어느 시기에 일본으로 가게 되었는지는 불분명하나 그동안 후손들에게도 분묘 자체가 실전(失傳)된 것으로 오래도록 전해진 것을 보면 성종과 중종의 능이 훼손되기도 했던 임진왜란 때로 추정된다. 현재는 은평구 진관외동 50번지에 조성된 단 위에 모셔져 있다.
숙용심씨는 세조 즉위에 공을 세워 원종공신(原從功臣) 2등에 책록된 심말동(沈末同)의 딸인데 후궁이 된 경위는 알려져 있지 않으나 성종대왕실록의 성종 24년 4월 14일조에 '...심숙원(沈淑媛)이 이번에 부상(父喪)을 당했으니...(후략)'라는 기록이 보이는 바 1493년 이전에 이미 후궁이 되었던 것으로 보인다.
성종대왕실록에 실린 성종대왕 묘지문(墓誌文)에는 성종대왕이 왕비 3인, 후궁 7인을 둔 것으로 나오는데 숙용심씨가 내명부의 4품 품계인 '숙원(淑媛)심씨(沈氏)'로 맨 마지막에 등장하고 있는 것으로 보아 심씨는 성종대왕이 세상을 떠날 당시까지 숙원이었다가 후세에 3품의 숙용(淑容)으로 추봉(追封)되었던 것 같다. '숙용(淑容)심씨(沈氏)'라는 명칭이 등장하는 것은 선원계보기략(璿源系譜記略)･전주리씨 장흥군파 종보･이 묘비 등에서인데 추봉 시기는 현재까지 알려지지 않고 있다.
이 묘표는 심씨가 세상을 떠나 분묘가 조성되던 해 또는 숙용으로 추봉된 시기에 제작되었을 것인데 전주리씨 장흥군파 종보에는 숙용 심씨가 중종 을해년(1515년) 세상을 떠난 것으로 기록되어 있어 이 무렵 묘비가 제작되었을 가능성을 배제할 수 없다.
묘표 자체도 16c경에 주로 보이는 형태를 하고 있다. 비 머릿돌[碑首]과 비 몸돌[碑身], 비 받침[碑臺]의 3부분으로 이루어져 있는데 비 머릿돌과 비 몸돌이 하나의 돌로 조성되고 이렇게 조성된 비가 2단의 비 받침에 꽂혀 있는, 이른바 통비(通碑)형태이다. 비 머릿돌과 몸돌은 백대리석(白大理石)을, 비대는 화강암을 사용하였다.
비 머릿돌은 뿔이 없는 용, 즉 교룡(蛟龍)이 조각되는 이수(螭首)가 보통인데 여기서는 뿔이 있는 숫룡을 구름무늬 속에 표현하였다. 용 뿔과 수염, 용 코의 조각이 뚜렷하고 섬세하다. 비수의 후면과 좌우측 면은 모두 구름무늬에 둘러싸여 있다. 비 머리에 구름무늬가 사용된 예는 조선 초기부터 흔하게 볼 수 있다. 그러나 이 묘표의 경우처럼 구름무늬에 용이 조각된 예는 드문 편으로 16세기 석비 문화를 대표하는 예라고 할 수 있다.

## 참고 자료
- 숙용심씨묘표 - 국가유산청 국가유산포털